# Rina Lazo
Rina Lazo Wasem, född 23 oktober 1923 i Guatemala City, död 1 november 2019 i Mexico City, var en guatemalansk-mexikansk konstnär som var assistent till konstnären Diego Rivera från 1947 till hans död 1957. Hon är mest känd för sina muralmålningar.

## Biografi
Rina Lazo föddes i Guatemala och växte upp i Cobán där hon kom i kontakt med det lokala mayafolket som skulle påverka hennes konst.
Hon studerade konst hos 
Julio Urruela Vasquez och på Guatemalas konstakademi och flyttade senare till Mexiko för att studera vid konstakademin i Mexico City. Hennes lärare skickade henne till Diego Rivera för att hjälpa till med målningen Sueño de una tarde dominical en la Alameda Central (Drömmen om en söndagseftermiddag i Alameda Central) på Hotel de Prado. Lazo fortsatte som Rivieras assistent och var mycket uppskattad. Han beskrev henne som “en talangfull målare, min högra hand och min bästa assistent". Genom Riveras fru Frida Kahlo träffade Lazo Arturo García Bustos som hon senare gifte sig med. 

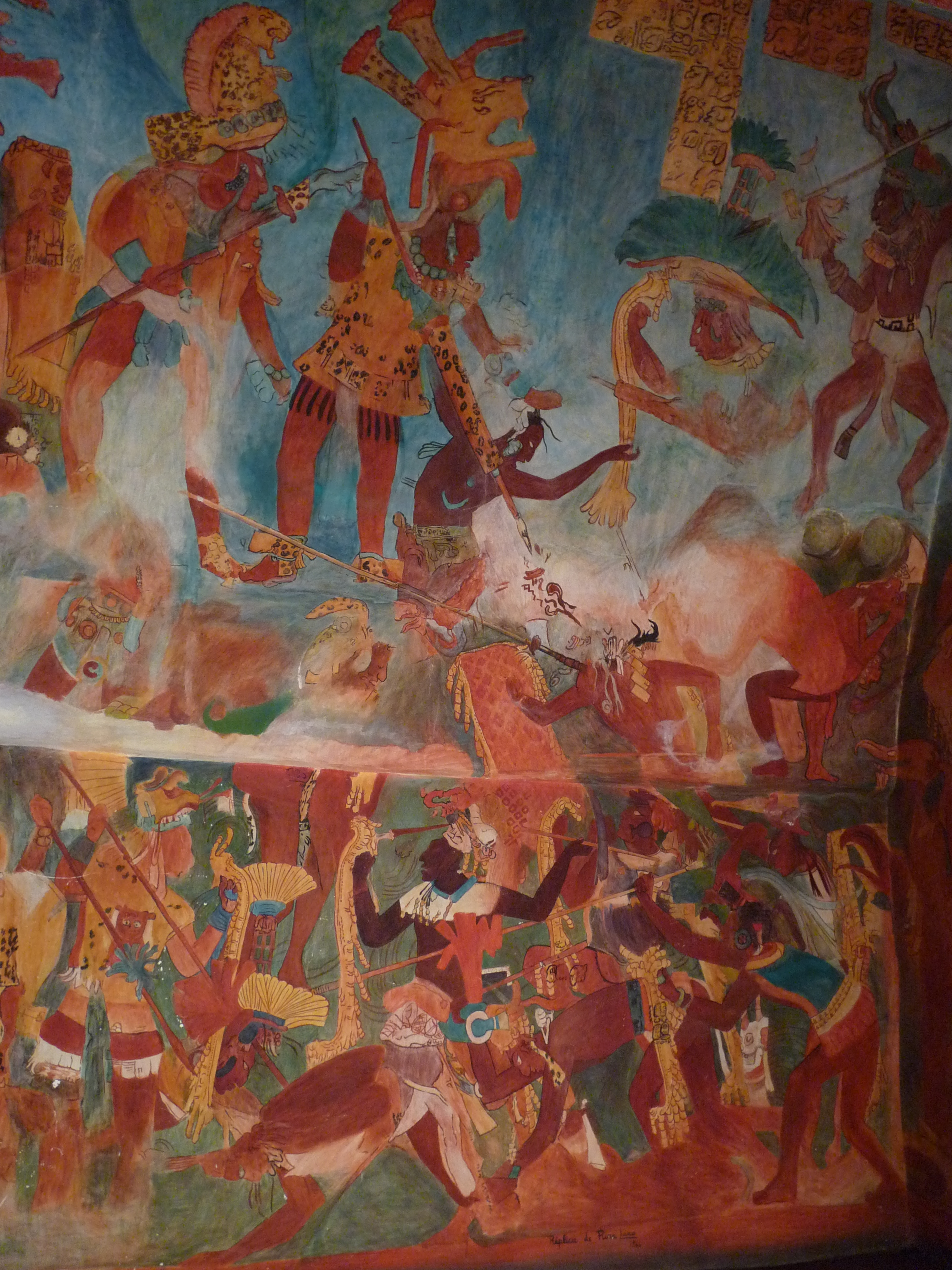
Reproduktion av Bonampakmuralerna, detalj.

Parallellt med sitt arbete för Rivera utvecklade Lazo sin egen konst. År 1949 målade hon sin första muralmålning de fyra elementen och  1966 målade hon två reproduktioner av muralmålningarna i Bonampak. Den första och största på Nationalmuseet för Antropologi i Mexico City och en annan för ett TV-bolag. År 1995 målade hon ytterligare en muralmålning, Venerable abuelo maiz, på museet.
Rina Lazo är främst känd för sina muralmålningar men hon målade också fresko-, olje- och akrylmålningar ofta inspirerade av mayakulturen och latinamerikanska myter. Hon har ställt ut sina verk i Guatemala, Chicago och på  Filippinerna.